# Astrágalo (anatomía)
El hueso astrágalo u os talus, llamado también taba y chita, se encuentra en el tobillo. Es un hueso corto que forma, junto con el calcáneo, la parte proximal del tarso de los mamíferos, incluyendo los seres humanos. Une la pierna con el pie mediante las articulaciones con el peroné y la tibia. En el pie, forma articulación con el calcáneo y el navicular, y en algunos mamíferos también con el cuboides. También se llama astrágalo al hueso proximal medial del tarso de algunos reptiles (por ejemplo, los cocodrilos), pero su homología sigue siendo debatida.
En mamíferos, el astrágalo es el hueso encargado de transmitir todo el peso del cuerpo al pie, por lo cual se dice que la articulación es zeugoautopódica.[cita requerida]
El astrágalo es un hueso singular. A diferencia de la mayoría de los huesos, presenta una irrigación sanguínea en sentido retrógrado, de distal a proximal. Otra característica que lo distingue, es la falta de origen e inserción muscular, por lo cual, su posición dependerá de otras estructuras óseas.[cita requerida]

## Estructura
El astrágalo está formado por tres partes, el cuerpo (corpus tali), la cabeza (caput tali) y el cuello (collum tali). El cuerpo es la porción más grande, proximal y tiene forma cuboidal. La cabeza es anterior, y el cuello se sitúa entre la cabeza y el cuerpo.
Por la forma del astrágalo, se pueden describir 6 caras:
- Cara superior: en el cuerpo del astrágalo se observa la tróclea astragalina (trochlea tali)        que incluye las facetas que articulan con el peroné (facies malleolaris lateralis), y la cara distal (facies superior) y el maléolo de la tibia (facies malleolaris medialis). En esta cara también se ve el cuello y la cabeza del astrágalo.

- Cara inferior: cuerpo y cuello del astrágalo. La cara inferior se divide en tres partes que son la superficie articular anterior, la superficie articular medial y la superficie articular posterior. Todas ellas están separadas por el surco del astrágalo y permiten articularse con el calcáneo.

- Cara lateral: cuerpo del astrágalo. Cara articular con forma triangular en vista dorsal llamada cara maleolar lateral.

- Cara medial: cuerpo del astrágalo. Cara articular con forma de coma llamada cara maleolar medial que se congrua con el maleolo tibial.

- Cara anterior: la cabeza del astrágalo. Tiene superficie convexa llamada la cara articular y es donde se congrua con el navicular.

- Cara posterior: cuerpo del astrágalo. Se encuentra el apófisis posterior del astrágalo que tiene forma de bifurca. Entremedio de esta bifurca, pasa el tendón del músculo flexor largo del dedo gordo.

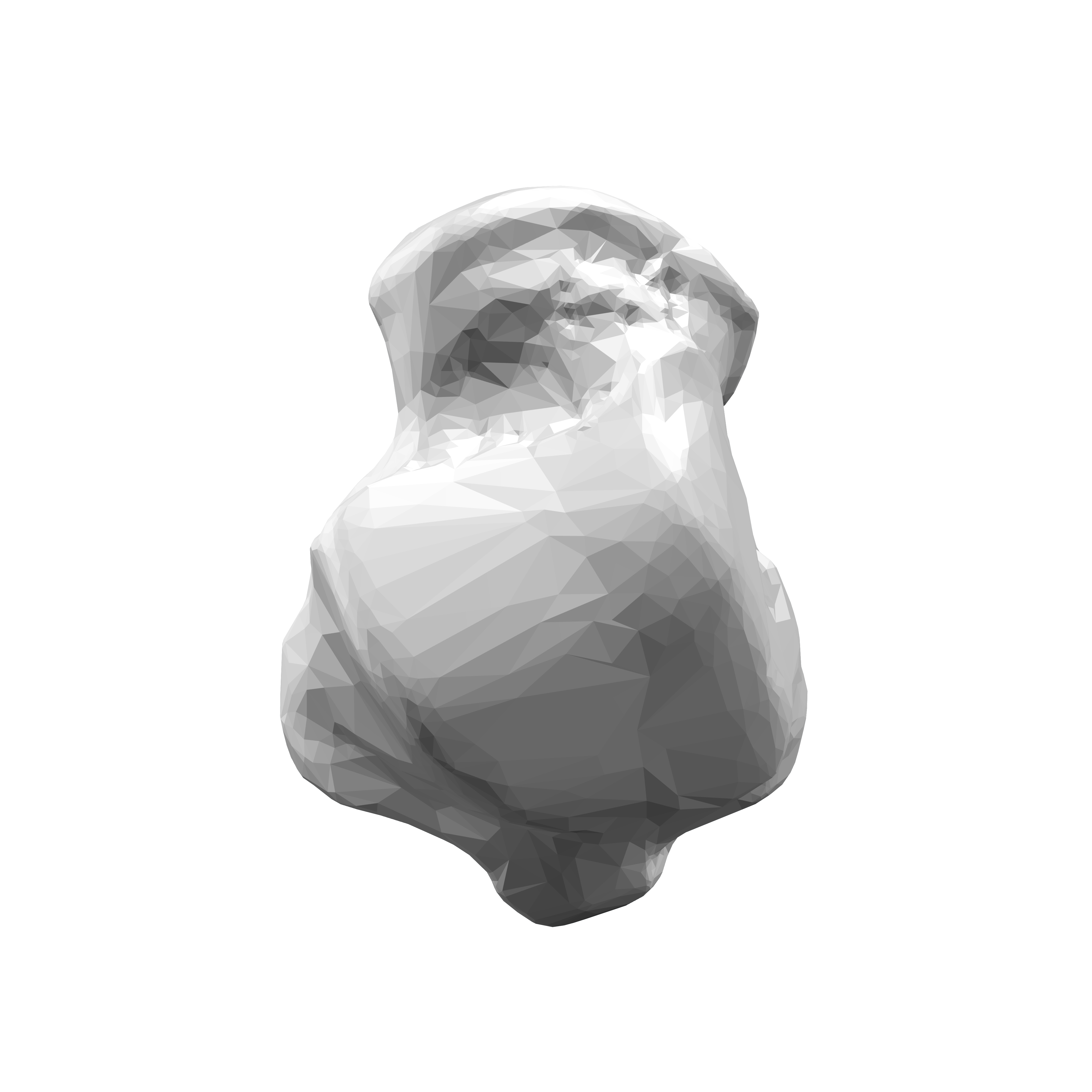
Astrágalo humano. Cara superior
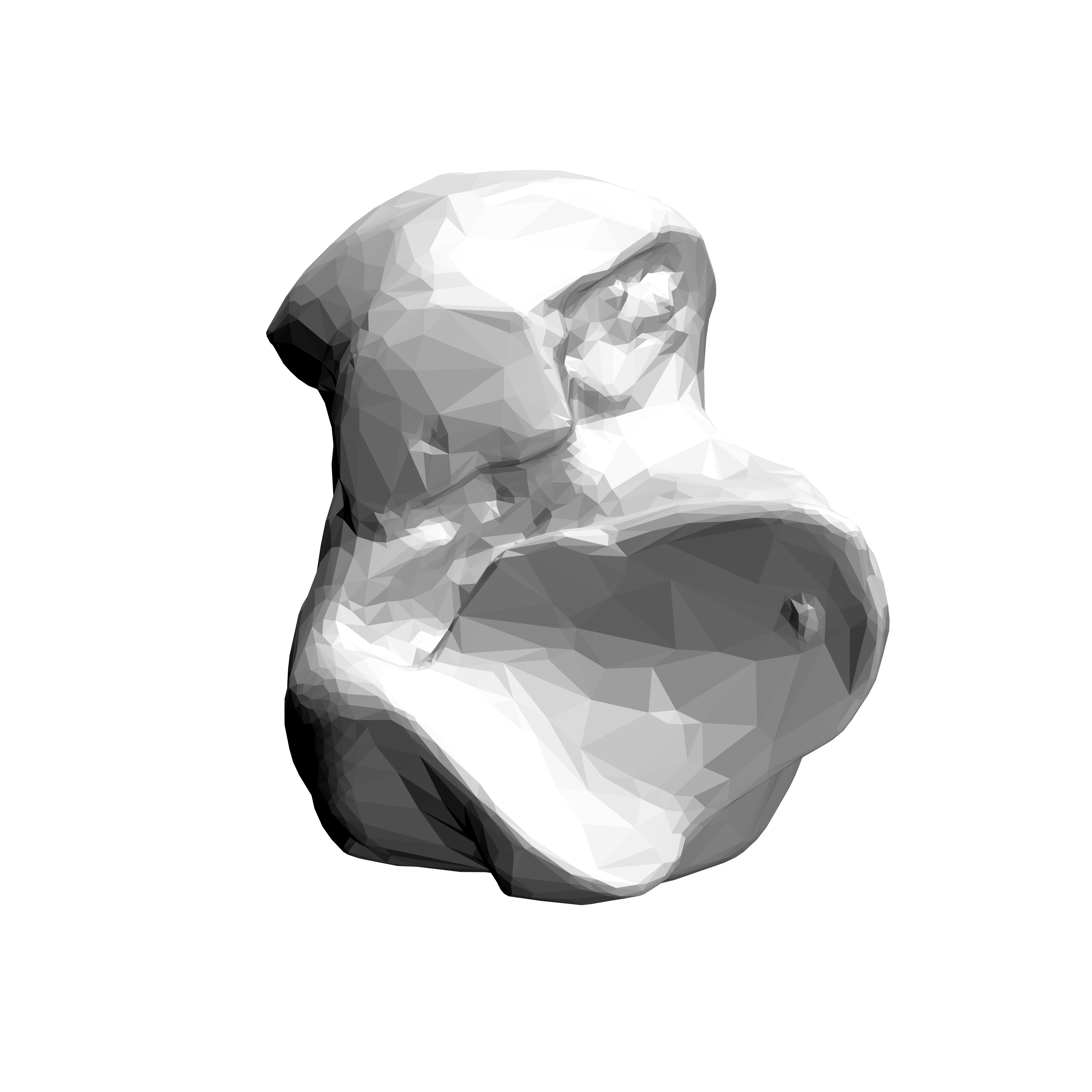
Astrágalo humano. Cara inferior
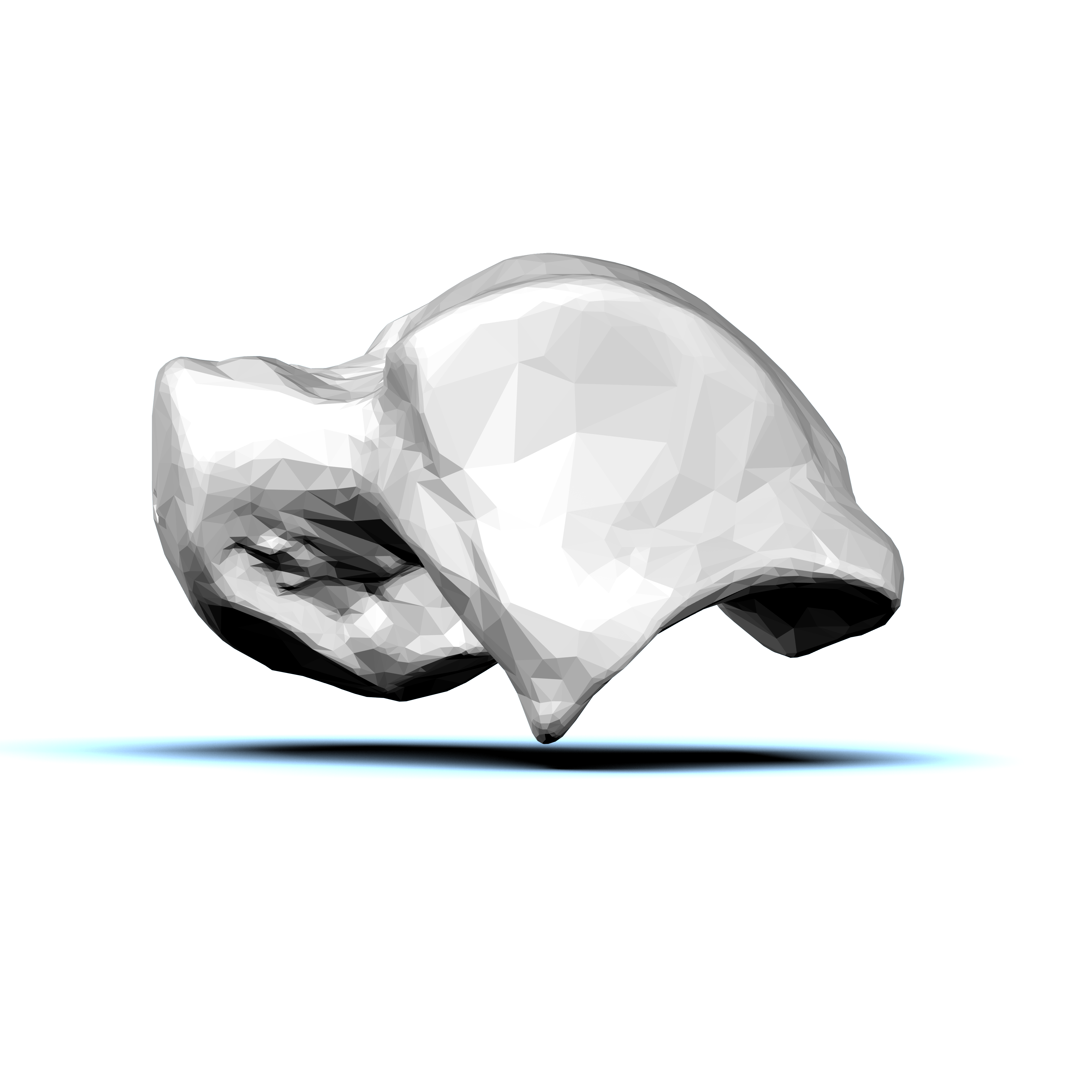
Astrágalo humano. Cara lateral
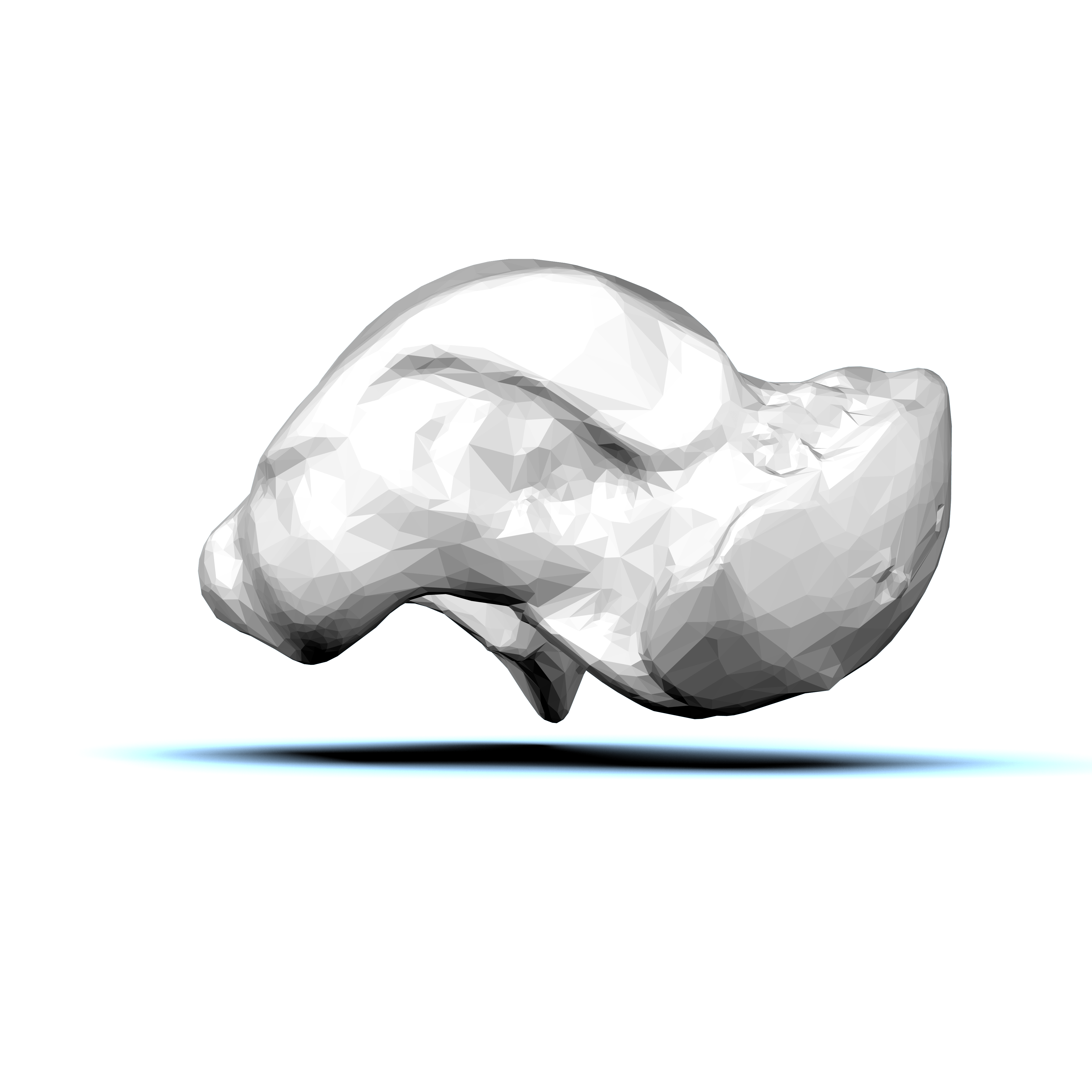
Astrágalo humano. Cara medial
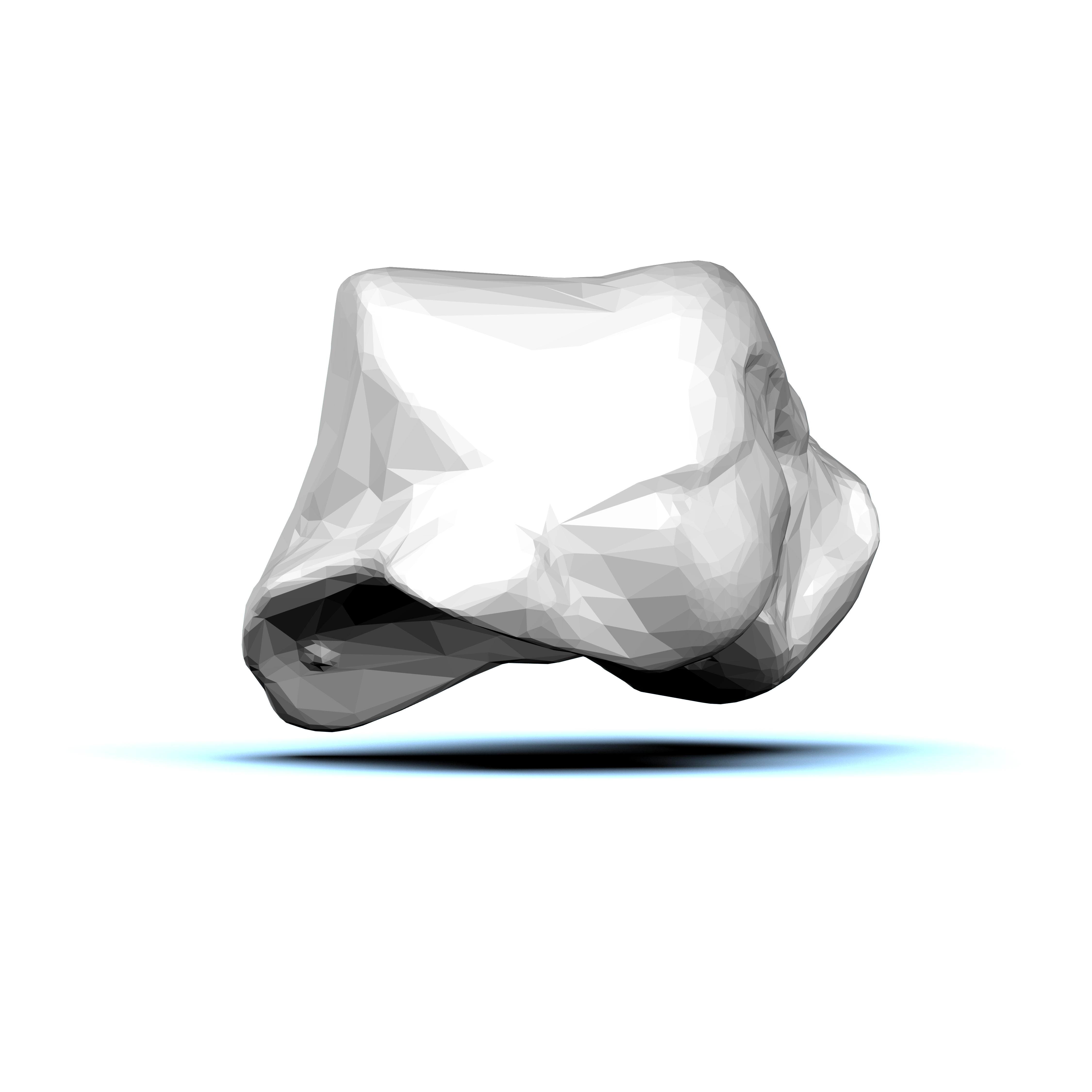
Astrágalo humano. Cara posterior
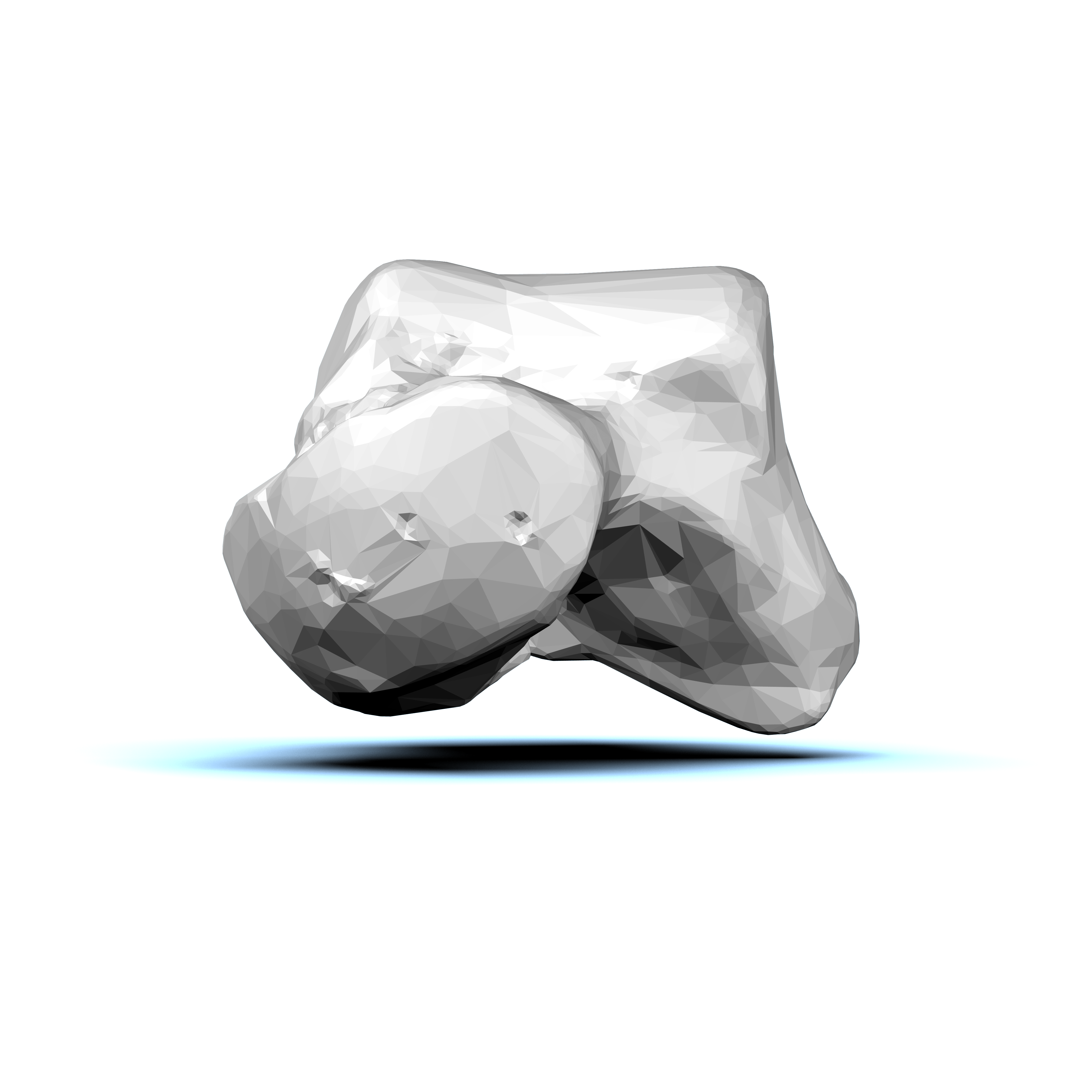
Astrágalo humano. Cara anterior
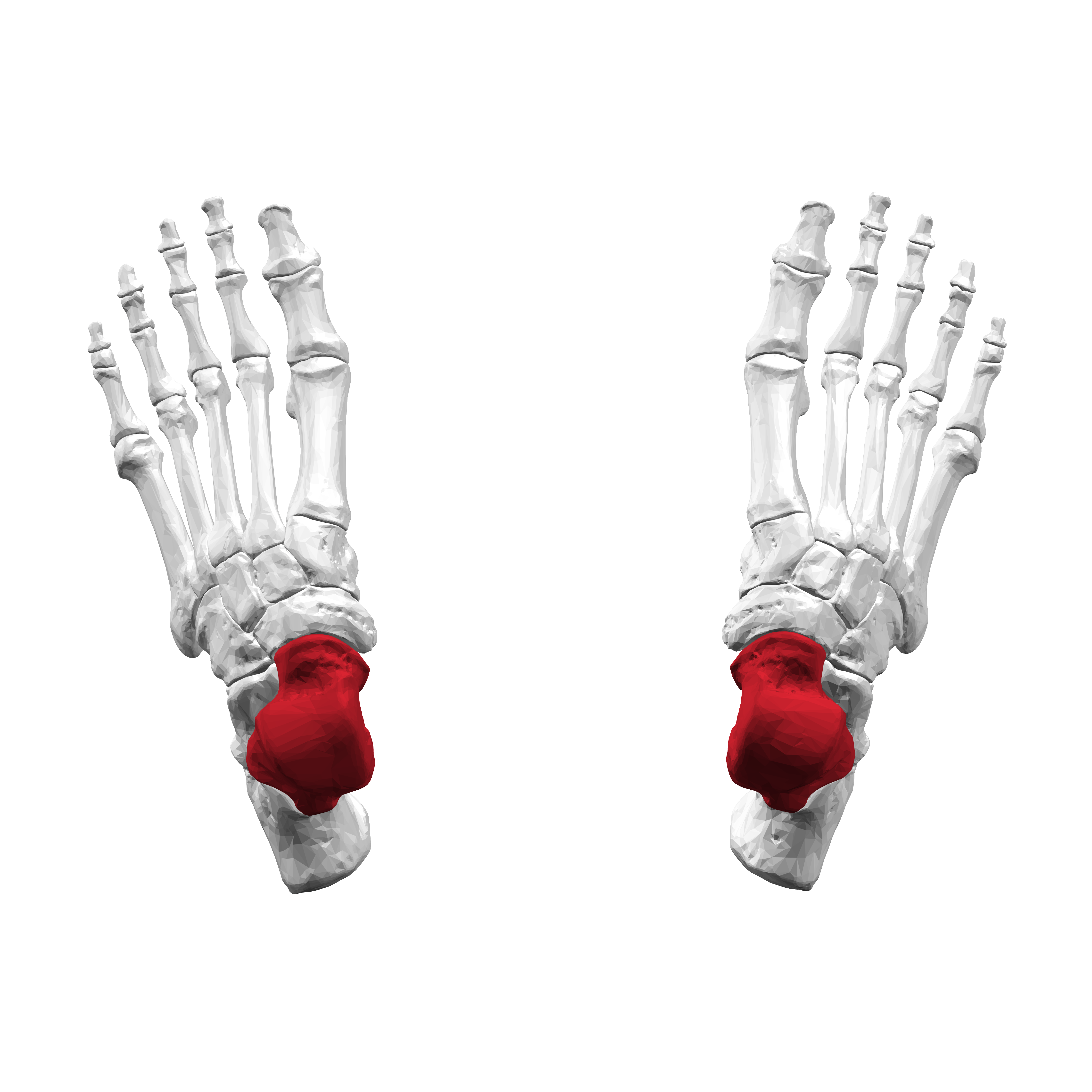
Astrágalo humano en su posición en el pie

## Características
El esqueleto del pie consta de veintiséis huesos dispuestos en tres grupos: falanges, metatarso y tarso; en los tarsos se encuentran dispuestos siete huesos cortos en dos filas, donde la posterior comprende el astrágalo que consta de seis caras articulares. Se artícula con el maléolo peroneo (o lateral), el maleolo tibial (o medial) y la carilla articular inferior. En el pie, forma articulación con 2 tarsos, el calcáneo y el navicular (o escafoides). Está situado en la primera fila del tarso.

## Juego de las tabas
Juego de las tabas, de la taba, o simplemente, tabas o taba es el nombre que reciben distintos juegos infantiles y de azar que consisten en el lanzamiento de unos huesos (o tabas) a modo de dados.
La "taba" es un hueso que se encuentra en el tarso —de nombre científico astrágalo—. Desde la antigüedad se utilizan las tabas de algunos animales, particularmente las de las patas traseras del cordero (de unos 3 × 2 cm), para la práctica de diferentes juegos, varios infantiles pero otros son juegos de azar. Todos se basan en el lanzamiento de la taba a modo de dado al suelo o sobre una mesa, con la particularidad de que, a diferencia del dado, las distintas caras de la taba tiene formas diferentes y por lo tanto distinta probabilidad de salir. En algunos de esos juegos se realizaban apuestas (a veces grandes cantidades de dinero) a qué cara de la taba podía quedar a la vista (hacia arriba). El juego más simple consiste en lanzar la taba, ganando una o cuatro unidades apostadas si quedan las partes salientes del hueso hacia abajo, o perdiendo otras tantas si quedan las partes hundidas en la cara superior.
El juego de la taba fue introducido por los españoles en toda América y es muy popular en zonas rurales y ganaderas donde hay acceso a huesos de ganado.